# Crepis aurea
Crepis aurea — вид квіткових рослин з родини айстрових (Asteraceae). Ареал: Європа (Албанія, Австрія, Франція, Німеччина, Греція, Італія, Швейцарія, Словенія, Хорватія, Боснія та Герцеговина, Чорногорія, Сербія, Косово, Північна Македонія) й Туреччина; натуралізований у Польщі.

## Середовище
Зростає на гірських луках і пасовищах, сніговиках, у смузі від гір до альпійського ярусу, піднімаючись до висоти 2500 метрів.

## Біоморфологічна характеристика
Трав'яниста багаторічна рослина 5–20 см заввишки. Стебло пряме, просте, приземні листки — у розетці, від яйцеподібних до ланцетних, від зубчастих до перистих, стеблові листки лускаті. Квіткові головки в діаметрі 2–3 см ростуть на кінці стебла. Язичкові квітки від жовто-оранжевого до червоно-оранжевого забарвлення. Плід — сім'янка. Цвіте з червня по вересень.